# Гора самоцветов
«Гора́ самоцве́тов» — мультипликационный сериал по мотивам сказок народов России. Состоит из 90 серий продолжительностью примерно по 13 минут каждая. Серии выполнены в разных жанрах анимации.

## История создания
Проект по производству этого сериала считается одним из крупнейших и сложнейших в истории российской анимации. Работа над фильмами началась в 2004 году и продолжается по настоящий момент. Производством фильмов занимается студия «Пилот», ранее под руководством Александра Татарского при поддержке Федерального агентства по культуре и кинематографии.
В августе 2007 года было готово 34 серии, а по состоянию на конец 2008 года завершено производство 52 серий. В 2007 году общее количество серий планировалось увеличить до 100.
Настоящее время сейчас всего 90 серий (планируется 100 серий).

## Премьера
Премьерный показ первых 11 фильмов из цикла «Гора самоцветов» состоялся в рамках X Открытого российского фестиваля анимационного кино в Суздале в феврале 2005 года.

## Рейтинги
По данным компании TNS-Global (бывший Gallup Media), за период с 8 по 14 мая 2006 года в разделе детских программ «Гора самоцветов» заняла 1-е место, обогнав традиционных лидеров — «Ералаш» и «Спокойной ночи, малыши!» Фильм смотрело 27,1 % аудитории. После «Закона об информации» сериал получил оценку 0+ (то есть для любой зрительской аудитории).

## Серии
В настоящий момент можно увидеть 90 мультфильмов. Издано 54 серии на 7 дисках в 2011 году. Каждый мультфильм начинается с заставки, в которой говорится об истории и значимости того региона и народа, из чьего фольклора взята сказка. В 2005—2006 годах было издано 25 мультфильмов на 5 дисках, каждый из которых носил название драгоценного камня: «Рубин», «Изумруд», «Аметист», «Янтарь» и «Сапфир». Серии также доступны онлайн на YouTube и других видеопорталах.

### 2004
1. Умная дочка (Русская сказка, г. Воронеж), режиссёр Елена Чернова
2. Как пан конём был (Белорусская сказка), режиссёр Александр Татарский, Валентин Телегин
3. Кот и лиса (Русская сказка, г. Вологда), режиссёр Константин Бронзит
4. Лиса-сирота (Башкирская сказка), режиссёр Сергей Гордеев
5. Про Ивана-дурака (Русская сказка, г. Ярославль), режиссёры Михаил Алдашин, Олег Ужинов
6. Про ворона (Эскимосская сказка), режиссёр Алексей Алексеев
7. Про барана и козла (Карельская сказка, г. Петрозаводск), режиссёр Наталья Березовая
8. Толкование сновидений (Татарская сказка, г. Казань), режиссёры Александр Татарский, Валентин Телегин
9. Как обманули змея (Нивхская сказка), режиссёр Андрей Кузнецов
10. Шейдулла-лентяй (Даргинская сказка), режиссёры Сергей Гордеев, Рим Шарафутдинов
11. Жадная мельничиха (Украинская сказка), режиссёр Милана Федосеева

### 2005
1. Злыдни (Гуцульская сказка), режиссёр Степан Коваль
2. Лис и дрозд (Украинская сказка), режиссёр Наталия Чернышева
3. Ловись, рыбка (Украинская сказка), режиссёр Ирина Смирнова
4. Царь и ткач (Армянская сказка), режиссёр Валентин Телегин
5. Пётр и Петруша (Русская сказка, г. Санкт-Петербург), режиссёр Юрий Пронин
6. Птичья нога (Башкирская сказка), режиссёр Владислав Байрамгулов
7. Большой петух (Русская сказка, г. Псков), режиссёр Сергей Гордеев
8. Ворон-обманщик (Ительменская сказка), режиссёр Андрей Кузнецов

### 2006
1. Жихарка (Уральская сказка), режиссёр Олег Ужинов
2. Мальчик с пальчик (Белорусская сказка), режиссёры Михаил Алдашин, Игорь Волчек
3. Не скажу! (Русская сказка, г. Ростов), режиссёр Елена Чернова
4. Непослушный медвежонок (Якутская сказка), режиссёр Наталья Березовая
5. Сердце зверя (Амурская сказка), режиссёр Андрей Соколов
6. Солдат и смерть (Удмуртская сказка), режиссёры Эдуард Беляев, Степан Бирюков
7. Соловей (Татарская сказка), режиссёр Ирина Кодюкова
8. Шиш (Русская сказка, г. Тула), режиссёры Игорь Вейштагин, Марина Карпова

### 2007
1. Заяц-слуга (Татарская сказка), режиссёр Елена Чернова
2. Крошечка-Хаврошечка (Русская сказка, г. Курск), режиссёр Инга Коржнева
3. Рыбак Оскус-Оол (Тувинская сказка), режиссёр Алексей Дёмин
4. Медвежьи истории (Эвенкийская сказка), режиссёр Михаил Алдашин, Марина Карпова
5. Ну, вот ещё! (Русская сказка, г. Владимир), режиссёр Сергей Айнутдинов
6. «Что делать?» или Куйгорож (Мокшанская сказка), режиссёр Сергей Меринов
7. Чепоги (Корейская сказка, в пересказе Н. Г. Гарина-Михайловского), режиссёр Леон Эстрин

### 2008
1. Гордый мыш (Осетинская сказка, г. Владикавказ), режиссёр Наталья Березовая
2. Глинька (Русская сказка, г. Москва), режиссёр Степан Коваль
3. Как помирились Солнце и Луна (Таймырская сказка), режиссёр Сергей Олифиренко
4. Майма-долгожданный (Ненецкая сказка, г. Нарьян-Мар), режиссёр Инга Коржнева
5. Никита Кожемяка (Русская сказка, г. Нижний Новгород), режиссёр Зоя Трофимова, Юрий Черенков
6. Про Степана-кузнеца (Казачья сказка), режиссёр Наталия Чернышёва
7. Про Василия Блаженного (Русская легенда, г. Москва), режиссёр Наталья Березовая
8. Егорий Храбрый (По мотивам русских народных духовных стихов), режиссёр Сергей Меринов

### 2009
1. Козья хатка (Русская сказка, Брянская область), режиссёры Эдуард Назаров, Марина Карпова
2. Лягушка и муравьи (Алтайская сказка), режиссёр Сергей Айнутдинов
3. Похождения лиса (Эвенкийская сказка), режиссёр Андрей Кузнецов
4. Про собаку Розку (Поморская сказка, г. Архангельск, зап. Б. Шергиным и С. Писаховым), режиссёр Андрей Соколов
5. Рогатый Хан (Калмыцкая сказка), режиссёр Сергей Гордеев
6. Солдатская песня (по мотивам сказки Саши Чёрного), режиссёр Елена Чернова

### 2010
1. После… (Татская сказка), режиссёр Инга Коржнева
2. Проделки лиса (Хантыйская сказка, г. Ханты-Мансийск), режиссёр Сергей Гордеев
3. Пумасипа (Мансийская сказка, г. Ханты-Мансийск), режиссёр Андрей Кузнецов
4. Собачий барин (Русская сказка, г. Москва), режиссёр Валентин Телегин
5. Чукотский гамбит (Чукотская сказка), режиссёр Игорь Вейштагин
6. Зубы, хвост и уши (Мульти-народная сказка про зайца), режиссёр Сергей Меринов

### 2012
1. Бессмертный (Татская сказка), режиссёр Михаил Алдашин
2. Подарки чёрного ворона (Грузинская сказка), режиссёр Степан Бирюков
3. Сказ хотанского ковра (Уйгурская сказка), режиссёр Наталья Березовая
4. Петушок и кошечка (Эрзянская сказка, г. Саранск), режиссёр Сергей Меринов

### 2013
1. Колобок (Русская сказка, г. Ульяновск), режиссёры Эдуард Назаров, Марина Карпова
2. Мэргэн (Нанайская сказка), режиссёр Андрей Кузнецов
3. Однажды (Башкирская сказка), режиссёр Владислав Байрамгулов
4. Пастуший рожок (Русская сказка), режиссёр Алексей Почивалов
5. По колено ноги в золоте, по локоть руки в серебре (Русская сказка), режиссёр Сергей Гордеев
6. Представьте себе (Еврейская сказка), режиссёр Елена Касавина
7. Солдат и птица (Русская сказка, Липецкая область), режиссёр Валентин Телегин
8. Терем мухи (Русская сказка), режиссёр Сергей Меринов

### 2014
1. Учёный медведь (Марийская сказка, г. Йошкар-Ола), режиссёр Андрей Кузнецов
2. Про солдата (Солдатская сказка), режиссёр Валентин Телегин

### 2015
1. Налим Малиныч (Поморская сказка), режиссёр Степан Бирюков
2. Две недлинных сказки (Еврейская сказка), режиссёр Елена Касавина
3. Храбрец (Удэгейская сказка), режиссёр Андрей Кузнецов

### 2017
1. Джувурук (Караимская сказка), режиссёр Людмила Гринберг
2. Матрос Пётр Кошка (Военная быль), режиссёр Валентин Телегин
3. Потёмкинские деревни (Крымская сказка), режиссёр Максим Поляков
4. Лис в сапогах (сказка Крымско-Татарская сказка), режиссёр Сергей Меринов

### 2018
1. Ладушки (Русские народные потешки), режиссёр Сергей Меринов
2. Репа (Русская народная сказка), режиссёр Ришат Гильметдинов
3. Терёшечка (Русская народная сказка), режиссёр София Горя

### 2019
1. Рогатые сказки (сказка Древних народов мира), режиссёры Мария Снеткова, Марина Верик, Софико Бадалова
2. Курочка Ряба (Русская и Белорусская сказка), режиссёр Сергей Меринов
3. Ольховая чурка / Беглецы (Карельская сказка), режиссёр Сергей Меринов

### 2020
1. Царский сын (Скифская легенда), режиссёр Алексей Почивалов
2. Послушание (Буддийская притча), режиссёр Валентин Телегин
3. Идёт коза рогатая (Русские народные потешки), режиссёр Сергей Меринов

### 2021
1. Счастье и злосчастье (Немецкая сказка), режиссёр Валентин Телегин
2. Дровосекова краюшка (Литовская сказка), режиссёры Алексей Почивалов, Эдуард Беляев
3. Базилик Фэт-Фрумос и царская дочь (Молдавская сказка), режиссёр Александр Черногоров

### 2022
1. Добрый богатырь Эртэ (Якутская сказка), режиссёр Алексей Почивалов